# Bombuzal
Bombuzal, anche presentato come Bomb Uzal su schermo, è un videogioco rompicapo del 1988 sviluppato da Image Works e pubblicato per i computer Amiga, Atari ST, Commodore 64 e MS-DOS. Si svolge su piattaforme suddivise in caselle quadrate, dove un personaggio deve far esplodere tutte le bombe senza subirne le conseguenze. A suo tempo fu uno dei rompicapo più apprezzati dalla stampa, tuttavia la fama fu poco duratura. Una conversione per Super Nintendo Entertainment System è stata realizzata da Kemco nel 1990 e pubblicata in Giappone e in Nordamerica; l'edizione americana è intitolata Ka-Blooey (Kablooey a video).
La Kemco pubblicò un altro gioco simile nel 1997, The Bombing Islands.

## Modalità di gioco
Ogni livello del gioco è una piattaforma sospesa, di forma irregolare, costituita da caselle quadrate. La visuale è impostabile in ogni momento come isometrica diagonale oppure bidimensionale dall'alto; la prima dovrebbe essere più piacevole esteticamente e la seconda più chiara tatticamente. In entrambi i casi c'è scorrimento multidirezionale quando la piattaforma è più grande dello schermo, ed è possibile visualizzare una mappa dell'intero livello.
Il giocatore controlla un personaggio buffo e tondeggiante che si sposta nelle quattro direzioni tra le caselle e ha l'obiettivo di far esplodere tutte le bombe, che appaiono come sfere posizionate sopra alcune delle caselle.
Per detonare una bomba si deve entrare nella sua casella e tenere premuto il pulsante di fuoco per la durata di un breve conto alla rovescia, poi appena si esce dalla casella la bomba esplode distruggendo anche la casella stessa. Eventuali bombe nelle caselle adiacenti esplodono a catena. Si può fallire e perdere una vita, dovendo poi ricominciare il livello da capo, in vari modi: stare su una casella mentre esplode, cadere fuori dalla piattaforma, esaurire il tempo, restare troppo a lungo fermo, toccare eventuali nemici. Si può facilmente finire in situazioni senza uscita nelle quali non resta che suicidarsi.
Vari tipi di elementi di complicazione vengono introdotti man mano che si avanza nei livelli. Le caselle speciali possono essere: a scomparsa dopo il passaggio; ghiacciate e scivolose; indistruttibili; con scanalature che permettono di spostare le bombe; piramidi che assorbono le esplosioni vicine; teletrasporti; girandole che spingono via casualmente il personaggio; interruttori che cambiano la composizione della piattaforma. Le bombe speciali possono essere: più grandi di una o due misure, che fanno esplodere anche le caselle adiacenti nel raggio di una o due caselle; di misura mutevole; mine che esplodono subito se toccate, pertanto devono essere fatte saltare tramite reazioni a catena; bombe "A" che fanno esplodere anche tutte le altre dello stesso tipo.
Sulla piattaforma possono esserci due nemici chiamati Dexter e Sinister, che vagano secondo regole predefinite, girando l'uno a destra e l'altro a sinistra se possono. Ci si può liberare di loro facendoli esplodere o isolandoli.
Si possono trovare due robot chiamati Bubble e Sqweek, che vengono temporaneamente controllati dal giocatore e si possono sacrificare per far esplodere una bomba lasciando il personaggio al sicuro.
Ci sono in tutto 120 livelli ed è possibile ricominciare le partite dall'ultimo livello appena raggiunto oppure da altri livelli avanzati grazie a un sistema di password.

## Sviluppo
Bombuzal fu concepito da David Bishop e Antony Crowther, quest'ultimo occupatosi anche della programmazione della versione di origine, per Commodore 64. I due avevano appena realizzato Zig Zag per la Mirrorsoft, proprietaria della Image Works, e avevano l'incarico di sviluppare la versione Commodore 64 di Fernandez Must Die per la neonata Image Works. Bombuzal fu creato in parallelo, di loro iniziativa.
Alcuni livelli furono ideati da famosi designer dell'epoca: Jeff Minter, Andrew Braybrook, Geoff Crammond, David Korn (Ubik) e Jon Ritman. Crowther sviluppò un semplice editor di livelli che, oltre a essere usato da Bishop, fu distribuito a personaggi dell'industria videoludica che gli autori conoscevano e a redattori di riviste di settore britanniche, e così molti contribuirono spontaneamente con propri livelli.
Per le conversioni Amiga e Atari ST, Crowther sviluppò ugualmente la grafica, ma si affidò a Ross Goodley per la programmazione; solo dal successivo Phobia Crowther passò a programmare per i 16 bit.
Secondo i ricordi di Bishop, lo sviluppo durò in tutto tre mesi. Il gioco fu presentato già completo alla Image Works, che lo apprezzò molto e accettò di pubblicarlo. Crowther e Bishop non furono coinvolti nelle successive conversioni per DOS e SNES. Si pensò anche a un seguito, dotato di scale e piattaforme a più piani, ma fu abbandonato con la chiusura della Mirrorsoft.